# 쿨디가

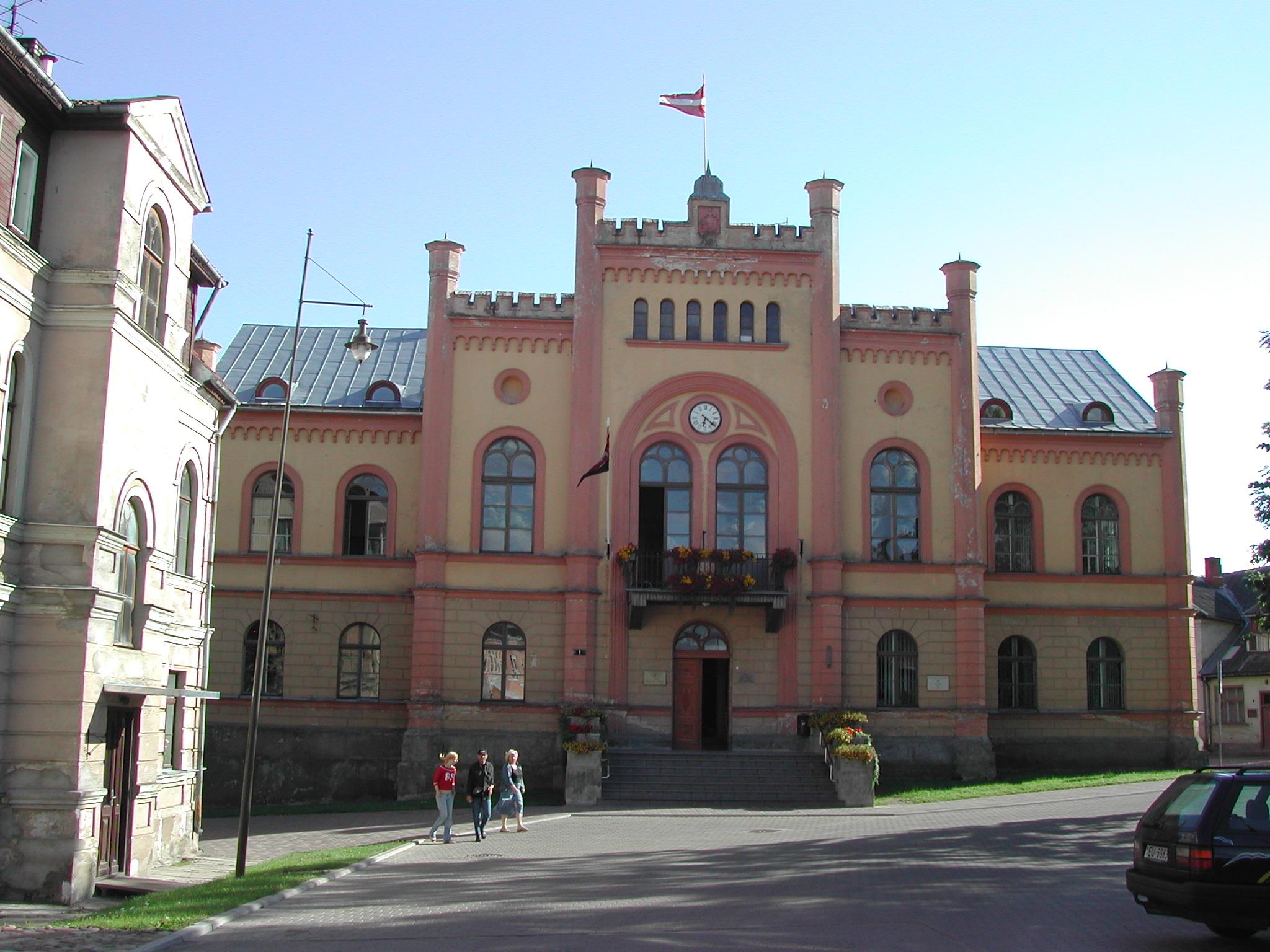
쿨디가 시청

쿨디가(라트비아어: Kuldīga, 독일어: Goldingen)는 라트비아 서부에 위치한 도시로 쿨디가 시의 행정 중심지이며 면적은 13.2km2, 인구는 12,981명이다. 1242년 문헌에 처음 등장하며 1368년 한자 동맹에 가입했다. 17세기 옐가바와 함께 쿠를란트 공국의 수도였던 곳이며 유럽에서 가장 넓은 폭포인 벤타 폭포가 있다.

시기
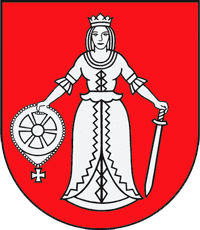
시 문장